# إت زي!
```
ITZY (
هانغل
: 있지) هي فرقة فتيات كورية جنوبية (K-pop) تابعة لوكالة JYP Entertainment. ظهرت لأول مرة في 12 فبراير 2019 بأغنية "DALLA DALLA"، التي حققت نجاحًا كبيرًا وأظهرت أسلوب الفرقة الفريد والمليء بالثقة.
```

## التاريخ

### الترسيم
2019م/1440هـ: الظهور الأول.
20/2/2019 جمادى الأوّل: قامت جاي واي بي إنترتينمنت بإصدار فيلمًا تمهيديًّا حول فرقتهم الجديدة:عن ITZY:
عدد العضوات: 5
العضوات:
Yeji (ييجي) – القائدة، راقصة ومغنية رئيسية
Lia (ليا) – المغنية الرئيسية
Ryujin (ريوجين) – الراب الرئيسي
Chaeryeong (تشاي ريونغ) – راقصة ومغنية
Yuna (يونا) – الماكني (أصغر عضوة)
31 يناير/25 جمادى الأوّل: أُصدر إعلان تشويقيّ للفيديو الموسيقيّ، مُعلِنًا 11 فبراير 2019م/6 جمادى الآخر 1440هـ ظهورهم الأول، بأغنيتين: «دالا دالا» (달라달라)، و«أراغبٌ بهذا؟» تمام السّاعة السّادسة صباحًا بتوقيت مكّة المكرّمة.
أشهر الأغاني:
DALLA DALLA
WANNABE
ICY
Not Shy
LOCO
In the Morning
أسلوب الفرقة:
ITZY معروفة بمفهوم "girl crush" — تمكين الفتيات والثقة بالنفس، وغالبًا ما تركز أغانيهن على حب الذات والاستقلالية.
في 31 يوليو 2025، شهدت مباراة ودية بين برشلونة وFC سيول في استاد كأس العالم في سيول حضورًا مميزًا لفرقة الـK-pop الشهيرة ITZY، حيث كانت ضيفًا مفاجئًا في المدرجات.
أبرز لحظات اللقاء بين ITZY وبرشلونة
ظهور مفاجئ: ظهرت عضوات ITZY في المدرجات مرتديات قمصان برشلونة، مما أثار تفاعلًا كبيرًا بين الجماهير ووسائل الإعلام.
تفاعل مع اللاعبين: بعد المباراة، انضمت العضوات إلى اللاعبين مثل لامين يامال، روبرت ليفاندوفسكي، وأليخاندرو بالدي للاحتفال بالفوز، حيث شاركوا في رقصات وتعبيرات مرحة، مما أضفى جوًا من الألفة والمرح على الأجواء.
لحظات مميزة: في أحد الفيديوهات، يظهر لامين يامال وهو يوجه حركة "304" الشهيرة (إشارة إلى رمز بريده البريدي) إلى عضوات ITZY، مما أثار تفاعلًا واسعًا بين المتابعين.
```
تفاعل وسائل الإعلام والجماهير
```

انتشار واسع: انتشرت مقاطع الفيديو والصور التي تظهر تفاعل ITZY مع اللاعبين على منصات التواصل الاجتماعي، مما جعلها حديث الساعة بين المعجبين في كوريا الجنوبية وإسبانيا.
تغطية إعلامية: وسائل الإعلام الكورية والإسبانية تناولت الحدث بشكل واسع، مشيدة بالتعاون بين عالم الموسيقى والرياضة.

## الأعضاء
| الاسم الكامل | اسم الشهرة | اسم الشهرة بالكوري | تاريخ الميلاد     | الجنسية        |
| هوانق ييجي   | ييجي       | 예지               | 26 مايو 2000 (18  | كوريا الجنوبية |
| تشوي جيسو    | ليا        | 리아               | 21 يوليو 2000 (18 | كوريا الجنوبية |
| شين ريوجين   | ريوجين     | 류진               | 17 أبريل 2001)17  | كوريا الجنوبية |
| لي تشايريونق | تشايريونق  | 채령               | 5 يونيو 2001)17   | كوريا الجنوبية |
| شين يونا     | يونا       | 유나               | 9 ديسمبر 2003(16  | كوريا الجنوبية |

| الاسم            | الموقع                                         |
| ---------------- | ---------------------------------------------- |
| ييجي (예지)      | القائدة، راقصة رئيسية، رابر رئيسي، ليد فوكال.  |
| ليا (리아)       | مغنية رئيسية، رابر                             |
| ريوجين (류진)    | رابر رئيسية، راقصة رئيسية                      |
| تشايريونغ (채령) | راقصة رئيسية، فوكال، رابر رئيسية.              |
| يونا (유나)      | ليد رابر، راقصة رئيسية، مغنية، فيجوال، الماكني |